# Benbecula
Benbecula (Schots-Gaelisch: Beinn na Faoghla of Beinn nam Faoghla) is een eiland in de Buiten-Hebriden, dat tussen de beide Uists in ligt, (dat wil zeggen: tussen North Uist en South Uist.
Benbecula is een laaggelegen eiland; de hoogste top, de Ruibheal, meet 124 meter. Het eiland is een van de kleinere van de zuidelijke archipel: van noord naar zuid is het nauwelijks tien kilometer lang. Landschappelijk volgt het hetzelfde patroon als de andere eilanden in
de zuidelijke Buiten-Hebriden: de westkust is zanderig, het oosten bestaat uit honderden kleine meertjes, inhammen en mini-eilandjes en heeft als dusdanig geen duidelijke kustlijn. In het oosten vloeien de meertjes over in de Kleine Minch, en de westkust ligt aan de Atlantische Oceaan.
Het eiland is met zijn noord- en zuidburen verbonden door de A865, die het eiland doorloopt. In het noorden verbindt een damweg het eilandje Griomasaigh met het noorden van Benbecula, terwijl in het zuiden vanaf het dorpje Creag Ghoraidh een andere damweg naar Carnan op South Uist loopt. Zoals op South Uist, liggen ook hier vrijwel alle nederzettingen aan de westkust. In het uiterste zuidoosten bevindt zich, op het eilandje Fodragaigh, echter een haventje dat uitkijkt naar het eiland Fiudhaigh met de 102 meter hoge Beinn a Tuath. De weg die naar dat punt leidt, is een vertakking van de A865, de B891, die door de dorpjes Hacleit en Griomasaigh voert. Deze weg heeft nog een noordwaartse, doodlopende vertakking, langsheen de dorpjes Cill Eireabhagh,
Aird Cumhang, Creagastrom en Raireanais. Centraal in het oosten van het eiland vormt Loch Uisgeabhagh een diepe zee-inham; voor de kust liggen hier de eilandjes Orasaigh Uisgeabhagh, Maaigh Riabhach, Eilean nan Each, Eilean Dubh na Muice en, dieper landinwaarts, Bearran. Er liggen voorts nog talloze andere eilandjes tussen het eiland Griomasaigh en de noordoostkust van Beinn na Faoghla.
De hoofdplaats van het eiland is Balivanich (Baile a Mhanaich); ten noordoosten hiervan, op het schiereiland An Tom, ligt een regionale luchthaven. Baile a Mhanaich bevindt zich op een noordwestelijke kaap; langs het schiereiland en voor het stadje ligt een brede strook strand. De B892 is de weg die langs de westkust loopt; hij voert voorbij enkele ruïnes, waaronder een tempel ter ere van Sint-Columba, een oude kapel (Nunton Church) ter hoogte van Aird en Baile nan Cailleach, een oude stenen toren en het vervallen Borve Castle en de gelijknamige tempel. Het dorpje Borgh ligt aan de zuidwestelijke rand van het eiland, ten westen van Lionacleit, waar de plaatselijke school gevestigd is. In het noorden van het eiland staat
een vrijstaande steen, en er is een aantal cairns ten zuidwesten van de Ruibheal. Andere dorpjes zijn Griminis, Cnoc a Monach, Torlum, Dun Gammhich, Uachdar en Gramsdal.
Op Benbecula werd in 1958 een legerbasis opgericht, die in 1971 verder werd uitgebreid. Het effect hiervan is een zekere verstedelijking geweest: het eiland telt ongeveer 1300 inwoners, van wie statistisch gezien het grootste aantal Engelstaligen van de Buiten-Hebriden. Door zijn centrale ligging in het zuidelijk deel van de archipel concentreren zich hier een aantal faciliteiten die met name door inwoners van North Uist frequent gebruikt worden, zoals een winkelcentrum. Landschappelijk bestaat Benbecula grotendeels uit drassige heide.

## Mythologie
Volgens een verhaal uit de Schotse mythologie zou op het eiland het nooit ontdekte graf van een zeemeermin verscholen liggen.